# Inti
Inti, även kallad Apu Punchau, var solens gud i Inkafolkets mytologi.
Inti var inte bara inkafolkets högste gud och centrum för deras soldyrkan, han var också deras anfader, far till den första inkan Manco Capac, den första drottningen Mama Ocllo, Con och Pachacamac. Inti, som var son till Viracocha och Mama Cocha, var gift med Mama Killa. Han var Inkarikets beskyddare och solens gud. Han framställdes som ett människoansikte framför en solskiva i centrum av radierande solstrålar. Inti kontrollerade stjärnorna, och en solförmörkelse var ett säkert tecken på hans vrede. Den regerande inkan betraktades som en levande representant för guden.